# Диарсенид неодима
Диарсенид неодима — бинарное неорганическое соединение
неодима и мышьяка
с формулой NdAs2,
кристаллы.

## Получение
- Сплавление стехиометрических количеств чистых веществ:

{\displaystyle {\mathsf {Nd+2As\ {\xrightarrow {865^{o}C}}\ NdAs_{2}}}}

## Физические свойства
Диарсенид неодима образует кристаллы
моноклинной сингонии,
пространственная группа P 21/c,
параметры ячейки a = 0,41081 нм, b = 0,68201 нм, c = 1,04431 нм, β = 106,72°, Z = 4.